# Alfred Grundmann
Alfred Grundmann (* 19. Februar 1906 in Lanstrop; † 3. Juni 1955) war ein deutscher Politiker und Landtagsabgeordneter (CDU).

## Leben
Nach dem Schulbesuch mit dem Abschluss Abitur studierte er und war danach als Tierzuchtleiter und Landwirt tätig. Zum 1. Mai 1933 trat er der NSDAP bei (Mitgliedsnummer 2.104.645).
Vom 13. Juli 1954 bis zu seinem Tod am 3. Juni 1955 war Grundmann Mitglied des Landtags des Landes Nordrhein-Westfalen. Er wurde im Wahlkreis 136 Wiedenbrück direkt gewählt.
Von 1952 bis 1955 war er Mitglied im Rat der Gemeinde Clarholz und im Kreistag des Landkreises Wiedenbrück. 